# Nicolò Grimaldi
Nicolò Francesco Leonardo Grimaldi, zvaný Nicolini (pokřtěn 5. dubna 1673 Neapol – 1. ledna 1732 tamtéž) byl italský zpěvák-kastrát (mezzosoprán) a příležitostný hudební skladatel.

## Život
Narodil se v Neapoli v prosté rodině. Otec se jmenoval Nicola Francesco Leonardo Grimaldi a matka Barbara Santoro. Neměli nic společného s proslulým šlechtickým rodem Grimaldiů. Nicméně nejen on, ale i jeho sourozenci se proslavili. Bratr Antonio Maria se stal slavným tenorem a často společně v Neapoli zpívali. Sestra Kateřina se provdala za skladatele Nicolu Faga.
Učil se na neapolské konzervatoři della Pietà dei Turchini a již ve věku dvanácti let vystoupil v opeře Difendere l'offensore ovvero La Stellidaura vendicante svého učitele Francesco Provenzaleho . Rovněž zpíval sopránová sóla v neaposké katedrále a Královské kapli. Jeho původně jasný soprán získal v průběhu let na barvě a postupně převzal mezzosopránové party.
Mezi léty 1697 a 1731 zpíval mnoho rolí v různých italských městech a spolupracoval s takovými skladateli, jako byli Alessandro Scarlatti, Nicola Porpora, Leonardo Vinci a Johann Adolf Hasse. Skladatelé Carlo Francesco Pollarolo, Attilio Ariosti, Antonio Lotti, Giovanni Bononcini, Antonio Maria Bononcini, Antonio Caldara, Tomaso Albinoni, Leonardo Leo a Riccardo Broschi mu psali role přímo na tělo.
Nicolini poprvé navštívil Londýn v roce 1708. Jeho pěvecké výkony byly rozhodující pro úspěch italské opery seria v Londýně. Kritici vysoce hodnotili nejen jeho zpěv, ale i herecké mistrovství. V roce 1711 vytvořil titulní roli v opeře Rinaldo od Georga Friedricha Händela, jejíž úspěch byl i základem Händelovy úspěšné kariéry v Anglii. V roce 1715 zpíval hlavní roli i v další Händelově opeře Amadigi. V Londýně pobýval až do roku 1717 a zpíval nejčastěji v různých pasticiích.
V letech 1727-1730 vystupoval s Farinelim v Itálii. V roce 1731 měl zpívat v Neapoli v první opeře Salustia od Giovanniho Battisty Pergolesiho, ale onemocněl a zemřel během zkoušek.